# Pea Ridge-i ütközet
A Pea Ridge-i ütközet vagy más néven az Elkhorn Tavern-i ütközet az amerikai polgárháború ütközete, melyet 1862. március 7-8-án vívtak Arkansas állam északnyugati csücskében, Leetown közelében, Fayetteville-től északkeletre. Az Amerikai Egyesült Államok szövetségi erői Samuel R. Curtis dandártábornok vezetésével Missouri állam középső részéről dél felé haladtak és a konföderációs erőket Arkansas állam északnyugati részébe szorították. Earl Van Dorn, az Amerikai Konföderációs Államok vezérőrnagya ellentámadást indított Missouri visszaszerzésének céljával. A létszámhátrányban levő uniós csapatok feltartóztatták a konföderációs rohamokat és miután a déliek lőszerkészlete kimerült, az ütközetet feladva vissza kellett vonulniuk.
Az ütközet azon ritka kivételek közé tartozik, melyekben a konföderációs erők létszámfölényben küzdöttek az uniós erőkkel. Az uniós győzelem eldöntötte, hogy Missouri továbbra is uniós ellenőrzés alatt marad és Észak-Arkansasban is megszilárdul az uniós jelenlét. A konföderáció visszaszorult Arkansas középső részébe; a missouribeli déli szimpatizánsok szervezett katonai erő védelme hiányában véres és a lakosságot terrorizáló gerillaháborút vívtak a missouribeli és kansasbeli uniós szimpatizánsokkal.

## Az ütközet háttere
Az Egyesült Államok szövetségi erői 1861 végén és 1862 elején kiszorították a Sterling Price vezette Missouri State Guard déli milíciáját Missouriból. 1862 tavaszán Samuel R. Curtis dandártábornok a Délnyugati hadsereg élén elhatározta a behatolást Arkansas államba.
Curtis kb. 10 250 fő szövetségi katona és 50 ágyú fölött rendelkezett, melyeket Benton megyébe irányított a Little Sugar Creek (Kis Cukor patak) partjára. A szövetségi csapatok elsősorban Iowából, Indianából, Illinoisból, Missouriból és Ohióból verbuválódtak. Több mint a katonák fele német bevándorló volt, belőlük állt az 1. és a 2. hadosztály, melyek Franz Sigel dandártábornok irányítása alatt álltak, aki maga is német bevándorló volt és maga szerette volna az arkansasi expedíciót vezetni. Mikor megtudta, hogy Curtist nevezték ki parancsnoknak, lemondással fenyegetőzött. A többségében amerikai születésű ezredeket a 3. és 4. hadosztályba vonták össze a parancsnokok és az egységek közti etnikai harmónia megőrzése céljából.
Curtis hadseregének hosszú utánpótlási vonala és az erősítések hiánya miatt az előrenyomulás elakadt. Curtis elsáncoltatott egy kiváló védelmi vonalat a patak északi partján és tüzérséget irányzott a konföderációs csapatok délről várható támadási vonalára.
Sterling Price missouri és Benjamin McCulloch texasi tábornok rossz viszonya miatt nem volt hajlandó együttműködni egymással. A helyzet megoldására Jefferson Davis elnök Earl Van Dorn konföderációs vezérőrnagyot nevezte ki a Mississippintúli adminisztrációs hivatal élére. Van Dorn így a két marakodó tábornok felettese lett. A Nyugati hadsereg nagyjából 16 000 katonát számlált, melyből körülbelül 800 lóháton érkező bennszülött indián volt; a többit pedig Price Missouri State Guard kontingense és más missouribeli egységek, valamint McCulloch Texasból, Arkansasból, Louisianából, és Missouriból származó lovas, gyalogos és tüzéregységei alkották.
Van Dorn ismerte a szövetségi csapatok helyzetét és elhatározta, hogy a Délnyugati hadsereg megsemmisítésével Konföderációs fennhatóság alá vonhatja Missouri államot. Taktikailag Curtis állását oldalba akarta támadni, és a sáncok mögül kiszorítva északra szorítani, bekeríteni és megsemmisíteni. Van Dorn parancsa szerint a Nyugati hadsereg könnyű menetfelszereléssel, mindössze háromnapi ellátmányt, negyven lőszert és pokrócot cipelve indult el. Minden hadosztályt lőszeres szekértrén kísért és még egy napi élelmiszerellátmányt pakoltak szekerekre. Minden más tábori felszerelést és eszközt hátra kellett hagyni. 

## A közvetlen előzmények
| Parancsnokok (Délnyugati hadsereg)                                                                                    |
| --- |
| - Samuel R. Curtis dandártábornok, hadseregparancsnok - Franz Sigel dandártábornok az 1. és 2. hadosztály parancsnoka |

1862. március 4-én Curtis állásainak megtámadása helyett Van Dorn kettéosztotta hadseregét, két-két hadosztályra, melyeket Price és McCulloch vezetett és a bentonville-i kitérő útvonalat követve észak felé haladt, hogy szövetségi hadsereg mögé kerülhessen és elvághassa utánpótlási vonalát. A gyors haladás érdekében Van Dorn hátrahagyta szekereit, mely döntő tényezőnek bizonyult. A fagyos viharban a konföderációs erők háromnapos erőltetett menetben Fayetteville-től Elm Springsen és Osage Springen keresztül Bentonville-ig jutottak. Az úton a menetoszlopok hosszúra nyúltak, a katonák felélték élelmüket és kifáradtak.
Sigel túlságosan sokáig várt, egészen amíg a konföderációs előrenyomulás már közvetlenül fenyegette, majd 600 emberét és 6 ágyúját késve visszavonta az úton Curtis állásainak irányába, északkelet felé. A déliek Elijah Gates vezette 1. Missouri lovasezrede délről igyekezett elvágni az útjukat. Támadásuk meglepte és elfogta a 36. Illinoisi önkéntes ezred egy századát, de sokukat kiszabadították Sigel visszavonuló katonái, akik mit sem sejtve beléjük botlottak. Sigelnek sikerült áttörni Gates csapatain, köszönhetően James M. McIntosh dandártábornok ügyetlenkedésének.
McIntosh Sigel erejének északnyugatról való bekerítését tervezte amely Gates délről átkaroló csapataival fog találkozni. McIntosh azonban 3000 fő lovassági dandárját túlságosan észak felé vezető útra vitte. Csak kb. öt kilométer kerülő után fordultak keletre, a Little Sugar Creek völgyébe vezető útra. Mire arra a helyre értek, ahol Sigel északkeleti útja keresztezte McIntosh kelet felé vezető útját, a szövetségi csapatok már áthaladtak ezen a ponton és elkerülték a katasztrófát. A 3. Texasi lovasdandár megrohamozta az ellenséget, de egyenest belefutottak Sigel védelmi vonalába és a szövetségi ágyúk, valamint kézifegyverek tüzében tíz halott és 20 sebesült veszteséget szenvedve visszavonultak.

### A harctér földrajzi fekvése

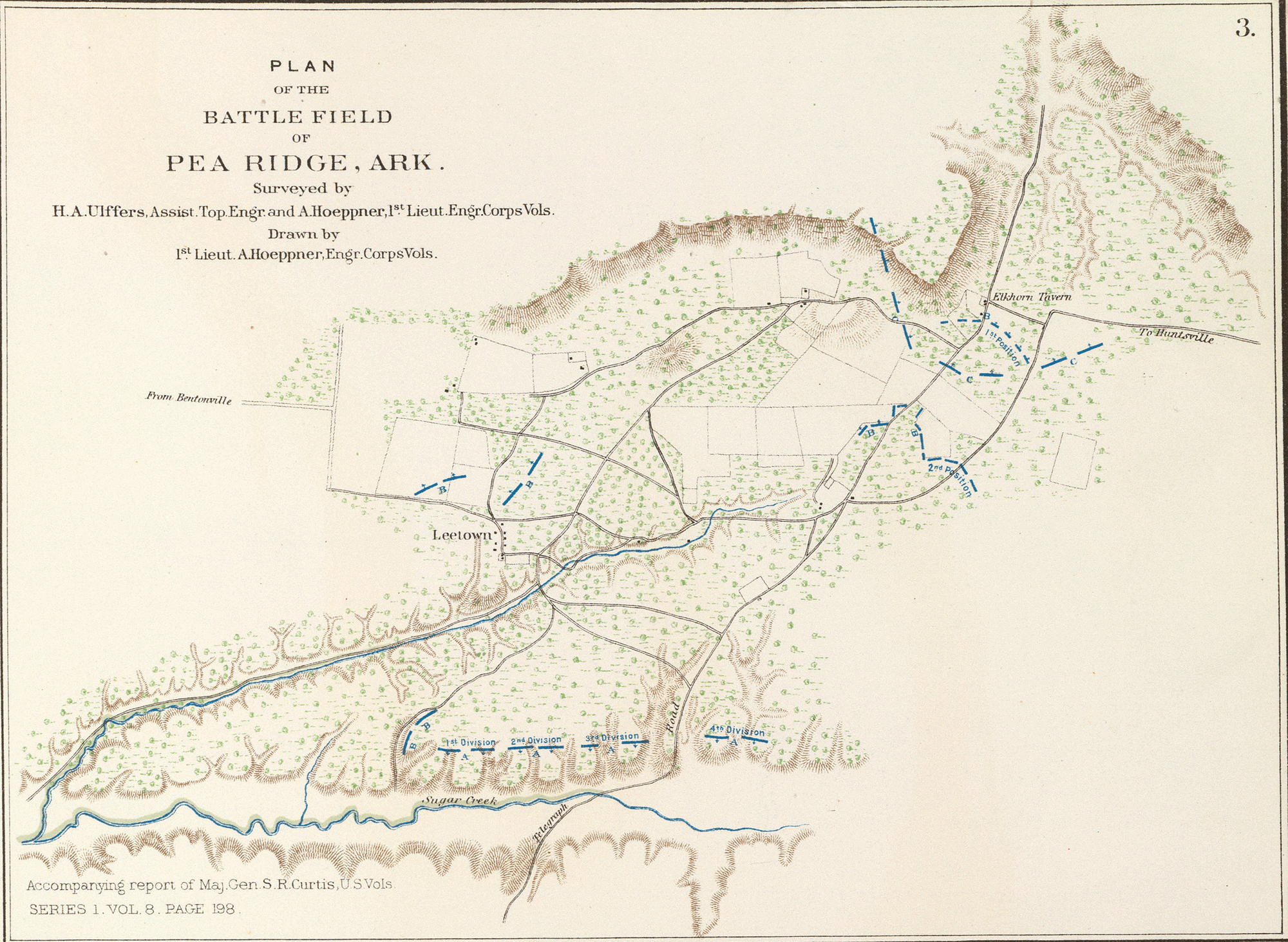
A Pea Ridge-i ütközet uniós haditerve

Curtis négy kislétszámú hadosztályát a Telegraph Road (Távíró út), vagy más néven Régi Drót út mentén helyezte el, erődített állásokban a Little Sugar Creek magas partjának tetején. A Telegraph Road a pataktól északkelet felé az Elkhorn Tavernig (Őzszarv fogadó) vezetett. A fogadó a keletre vivő Huntsville út és a nyugatra vivő Ford (Gázló) út kereszteződésénél állt. Északra a Telegraph út folytatódott és vezetett le a Cross Timber Hollow mélyedésébe, majd átlépte Missouri állam határát. A határtól az út északkelet felé St. Louisba vezetett, s ez volt a szövetségi csapatok utánpótlási vonala is. Leetown faluja a Telegraph Roadtól északnyugatra feküdt, nagyjából félúton Curtis állásai és a Ford Road között. Curtis főhadiszállása a Wire Roadon, Pratt's Store-nál (Pratt boltja), az Elkhorn fogadó és a Little Sugar Creek közt helyezkedett el.
Van Dorn a Bentonville-i kitérő mentén kereste a szövetségi csapatok hátát, mely út Curtis állásaitól nyugatra levő Camp Stephenstől északkelet felé vezetett a Pea Ridge fennsíkra. A korunkban is álló Twelve Corner templomnál a Ford út elágazott kelet felé az Elkhorn fogadó felé; a kitérő pedig északkelet felé folytatódott, a Drót út pedig Cross Timber Hollownál keresztezte. A bentonville-i kitérőtől délre és a Cross Timber Hollowtól nyugatra, valamint a Ford úttól északra a katonaság számára nem járható Big Mountain (Nagy hegy) feküdt.
Március 6-a éjszakáján Grenville Dodge ezredes Curtis engedélyével több munkacsoportot vitt a bentonville-i kitérőre és fákat döntögettek az útra a Twelve Corner templom és a Cross Timber Hollow között. Ugyanezen az éjszakán Van Dorn hadserege, melynek elejét Price hadosztálya képezte, elindult hosszú kerülőútjára a Cross Timber Hollowhoz. Az éjszakai menetet lassították Dodge fatörzsei, Van Dorn csapatainak utászfelszerelési hiánya, a stábjának gyenge munkája és a katonák fáradtsága.

## Az ütközet első napja, március 7-e

### A harcérintkezés felvétele

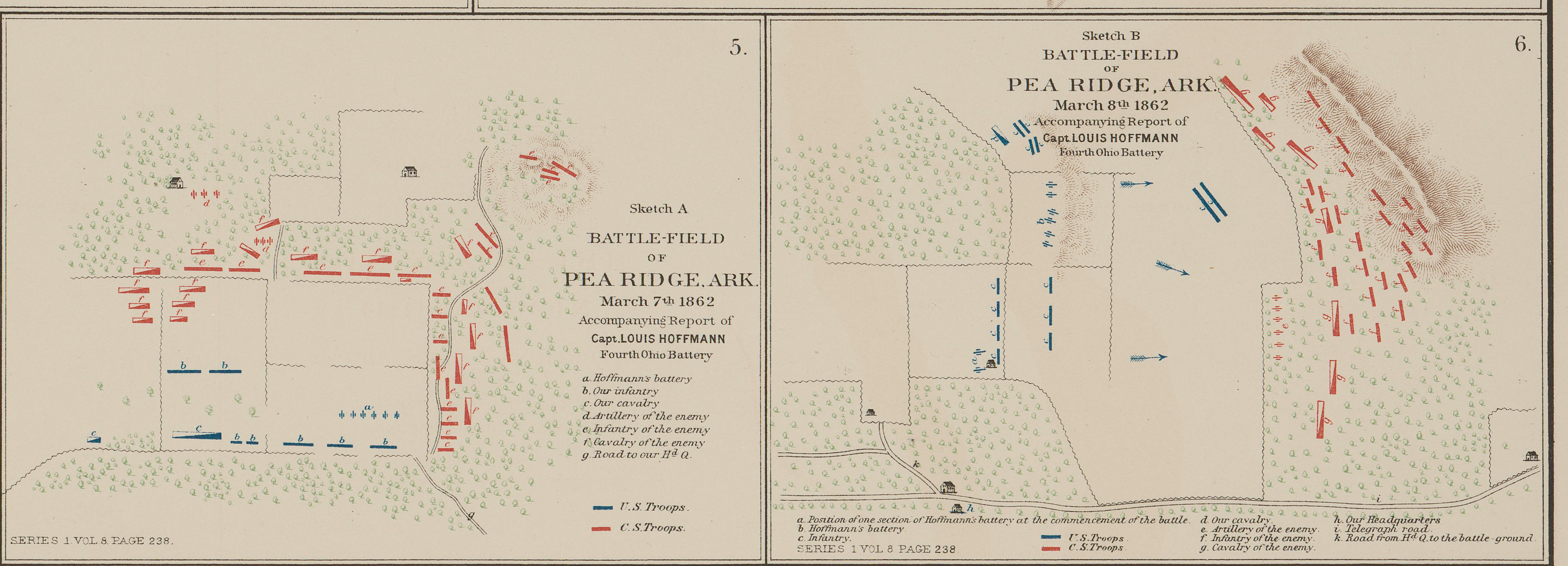
A Pea Ridge-i ütközet első és második napja

Van Dorn mindkét hadosztályát Cross Timber Hollowhoz tervezte irányítani, de hajnalra csak Price hadosztályának eleje érte el rendeltetési helyét. A késés miatt Van Dorn arra utasította McCullocht, hogy a Twelve Corner Churchöt elérve a Ford Roadon haladjon tovább, míg csatlakozni tud Price csapataihoz az Elkhorn fogadónál.
Reggel a szövetségi járőrök észrevették a fenyegetést mindkét irányból. Curtis nem tudta, hogy a konföderációs derékhad merre keresendő, ezért Eugene A. Carr ezredes 4. hadosztályából Dodge dandárját északkelet felé küldte a Drót úton, hogy csatlakozzon a 24. Missouri gyalogezredhez a fogadónál. A még mindig a szövetségi erők hátsó részét fenyegető veszély miatt aggódó Dodge nem engedelmeskedett és visszavonta dandárját Pratt boltjáig, ahonnét azonnal segítséget nyújthatott az Elkhorn fogadónak Curtis Peter J. Osterhaus ezredes erőit északra küldte, felderíteni a Ford út mentén. Osterhausnak Nicholas Greusel ezredes 1. hadosztálybeli dandárja és Cyrus Bussey ezredes lovassági erői, valamint tizenkét ágyú állt rendelkezésére.

### Az összecsapás Leetownnál
McCulloch erőit McIntosh lovassági dandárja, Louis Hébert ezredes gyalogdandárja és Albert Pike dandártábornok bennszülött indián lovassági dandárja alkotta. Utóbbit cserokik, csaktók, csikaszók, kríkek és szeminol indiánok alkották. McCulloch csapatai nyugat felé haladtak a Ford úton és a Leetown nevezetű falucskánál szövetségi erőkbe botlottak és heves harc tört ki.
11:30-kor Osterhaus észak felé keresztüllovagolt a kidöntött fatörzsekkel körbevett Foster Farmon és döbbenetes látvány tárult elé. McCulloch teljes hadosztálya alig pár száz méternyire onnan vonult a Ford úton. Az egyenlőtlen feltételek ellenére Osterhaus támadásba parancsolta Bussey kis egységét, hogy időt nyerjen gyalogdandárja számára vonalba rendeződni. Három szövetségi ágyúval lövetni kezdte a konföderációsokat, kb. tíz fő veszteséget okozva. McCulloch McIntosh 3000 lovasát vetette támadásba déli irányban. A túlerő legyűrte és megfutamította Bussey csapatait és mindhárom ágyút zsákmányul ejtették. Kissé távolabb, nyugati irányban a 3. Iowai gyalogezred két százada belesétált a cserokik kelepcéjébe és hasonló módon megfutamodott. Az iowaiakból 24-en estek el és 17-es sebesültek meg. A szokásosnál nagyobb halott-sebesült arány arra enged következtetni, hogy a bennszülött harcosok jópár sebesültet kivégeztek. Shea szerint: „Trimble sebesült iowai katonái közül legalább néhányat, de lehet, hogy az összeset meggyilkolták és legalább nyolcat meg is skalpoltak.”

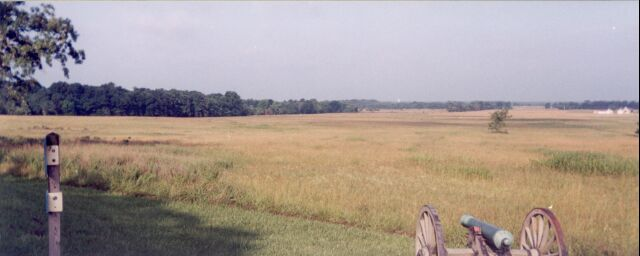
A leetowni harc

A kidöntött fák övezetétől délre feküdt az Oberson-mező, melynek déli, erdővel határos részén Greusel a számára nyert időt felhasználva vonalba sorakoztatta dandárját és kilenc ágyúát. Lawrence Sullivan Ross Busseyt üldözve közeledett a 6. Texasi lovasezreddel, de mikor kiért a mezőre, tüzet kapott és sietve visszavonult. Greusel előreküldött két századnyi előcsatározót a 36. Illinois gyalogezredből egészen az Oberson és a Foster-mező közt húzódó kidöntött fák sávjáig. A szövetségi ütegek tüzelni kezdtek a sávon túlra. Noha az ágyúk vakon lőttek, az első bombáik pánikba kergették a cserokikat, akik vágtatva visszavonultak és nem is lehetett többé felsorakoztatni őket. Ezalatt McCulloch széles vonalba fejlődést parancsolt Hébert óriási, 4000 főnyi gyalogdandárjának és támadást vezényelt déli irányban. Hébert az észak-déli Leetown úttól keletre eső négy ezredet vezette, míg McCulloch a nyugata eső négy ezredet.
McCulloch személyesen lovagolt előre a kidőlt fák sávjába a szövetségi erők elhelyezkedését felderíteni, és mikor az illinoisi előcsatározók lőtávolságába ért, szíven lőtték. McIntosh gyorsan értesült róla, hogy elestével ő lett a hadosztály parancsnoka, de törzstisztjei abból a megfontolásból, hogy a népszerű parancsnok halála ne vegye el a katonák harci kedvét, azt a kevéssé bölcs döntést hozták, hogy eltitkolják a hírt a beosztottak elől. Hébert, vagy bárki más értesítése nélkül McIntosh leszállította lováról a 2. Arkansasi dragonyosezredet és támadott. Amint az egység elérte a kidőlt fák déli sávját, Greusel dandárjának tüzébe került és McIntosht is leterítette egy golyó. Így Hébert lett a hadosztály vezetője, de erről mit sem tudva vezette négy ezredét délre, az erdősáv felé. A nyugaton irányítás nélkül maradt négy konföderációs ezred parancsokra várva visszahúzódott. Délután 2 órára a vaktában a Foster farmra vezényelt szövetségi ágyútűz és a parancsnoki struktúra szétesése kikezdte a hadosztály morálját.
Hébert erőteljes támadását az utolsó pillanatban állította meg Jefferson C. Davis ezredes és a 3. hadosztály. Davist eredetileg az Elkhorn fogadóhoz küldték, de Curtis Osterhaus jelentése után Leetownhoz irányította. A négy konföderációs ezred kis híján megszalasztotta Davis elöl haladó dandárját, melyet Julius White ezredes vezetett. Davis parancsot adott a lovassági zászlóaljának, hogy rohamozzon, de a déli gyalogság ezt a próbálkozást könnyűszerrel visszaverte. Thomas Pattison ezredes érkező dandárját Davis egy erdei ösvényen Hébert fedezet nélkül álló bal szárnya átkarolására küldte. A Foster Farmon utasítás nélkül várakozó konföderációs erők miatt Osterhaus sikeresen megfékezte Hébert jobb szárnyát. A sűrű erdőben folyó súlyos harcok után a háromfelől szorongatott konföderációs egységet visszanyomták a Ford Roadig. A gomolygó füstben és káoszban Hébert és kisszámú kísérete elszakadt a balszárnytól és a szövetségi vonalban keletkező lyukon is szerencsésen keresztüljutva teljesen elveszett az erdőben. Később a nap folyamán egy uniós lovassági egység talált rájuk és foglyul ejtette a Hébert csapatát.
Hébert elvesztésével a parancsnokság Elkanah Greer ezredesre, a 3. Texasi lovasezred parancsnokára szállt volna, amennyiben értesül a helyzetről, de sem felettesei haláláról, sem fogságba eséséről hosszú órákig nem szerzett tudomást. Ezen idő alatt a nem McCulloch hadosztályához tartozó Albert Pike dandártábornok vette át az irányítást a leetowni csatatér felett, körülbelül délután három órakor. Fél négykor, miközben Hébert még az erdőben vívta harcát, Pike úgy döntött, hogy a hozzá legközelebb levő ezredeket visszavonja a Twelve Corners Churchig. Ez teljes összevisszaságban zajlott le, több alakulatot értesítés nélkül hátrahagytak, néhány másik egészen Camp Stephensig visszavonult, a Big Mountain környékén lévők Van Dorn másik szárnya felé haladtak. Legalább egy ezred azt a parancsot kapta, hogy ássa el a fegyvereit, hogy egy későbbi időpontban majd visszaszerezzék. Greer csak órákkal később vette át a parancsnokságot és értesült Pike döntéséről. Először a csatatéren akart maradni, de miután Van Dornnal megvitatta a helyzetet, a visszavonulás mellett döntött és erőit a Cross Timber Hollownál egyesítette a másik hadosztállyal.

### Az Elkhorn fogadó melletti harc

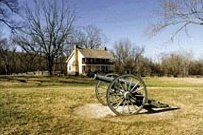
Pea Ridge katonai nemzeti park

Cearnal lovaszászlóalja képezte Price hadosztályának előörsét. A zászlóalj délelőtt fél tízkor Cross Timber Hollownál beleütközött a 24. Missouri gyalogezredbe. Nem sokkal később Carr megérkezett a fogadóhoz, Dodge dandárjával a háta mögött. Carr szétbontakoztatta ezredét egy emelkedés északi széle mentén. A 24. Missouri gyalogezredet a balszárny fedezetére rendelte a Big Mountain aljában. A negyedik hadosztály parancsnoka az 1. Iowai üteg négy ágyúját a konföderációs előrenyomulás lassítására utasította.
Van Dorn ekkor 5000 katonájával lerohanhatta volna Carr nagy létszámhátrányban levő erejét, de ehelyett, óvatoskodni kezdett és parancsot adott Price-nak a módszeres felfejlődésre. A Missouri State Guard katonái jobbra rendeződtek, a Konföderáció hadseregének dandárjába tartozó missouribeli katonák pedig balra. Az uniós lövegek megszólalásakor Van Dorn saját tüzérségének 21 ágyújával válaszolt. Mire Price gyalogsága lassan elkezdett felfelé araszolni a lejtőn, félúton elérte őket Carr embereinek agresszív rohama. A konföderációs előrenyomulás elakadt a fogadónál, de Price balszárnyának katonái a keletebbre eső Williams Hollow felé még előre tudtak haladni. Ez azzal fenyegetett, hogy amint eléri a magaslatot, Carr erejének oldalába tud kerülni.
Kora délután, körülbelül fél egy tájékán Carr második dandárja is megérkezett a fogadóhoz Vandever vezetésével. Carr azonnal ellentámadásba vezényelte őket Price jobbszárnya ellen. A déliek létszámfölénye lassanként érvényre jutott és visszanyomta Vandever dandárját az emelkedőn. Délután 2 órakor Van Dorn értesült róla, hogy McCulloch hadosztálya nem fog eljutni a fogadóhoz, hogy egyesüljön velük. Ezzel egyidőben Henry Little ezredes saját kezdeményezésére személyes példamutatással előrevezette az 1. Missouri dandárt és a konföderációs előrenyomulás végre megindult felfelé. A roham sikere meggyőzte Van Dornt, hogy az agresszív támadások vezetnek eredményre. Price megsebesült, de képes volt hadosztálya balszárnyának felügyeletére, míg Van Dorn a konföderációs jobb oldal taktikai irányítását vette át. A hadosztály újrarendezésével még több időt vesztettek, s ezalatt Curtis egymás után indította kisebb egységeit Carr segítségére. Carr háromszor is megsebesült, bokáján, nyakán és a karján, de nem volt hajlandó elhagyni a csatateret.
Délután fél öt táján Price balszárnya elhagyta Williams Hollowt és Carr vonalát átkarolva oldalba támadta. A jobb oldalon Dodge dandárja súlyos harcokat vívott a Clemon farmon és végül megfutott. A bal oldalon Vandever katonáit folyamatosan nyomta vissza a túlerő a fogadóig és aztán még tovább. A konföderációs centrum támadását Little vezette az uniós tüzérség ellen. Több állás elvesztése után Vandever végül a Ruddick-mezőn tudta megállítani az előrenyomulást, a fogadótól nagyjából fél kilométerre délre. Eddigre Dodge katonáinak és Asbóth Sándor dandártábornok 2. hadosztályának bizonyos részei és maga Curtis is csatlakoztak a harchoz. Fél hétkor Curtis ellentámadást vezényelt, de ezt hamarosan lefújta és a beálló sötétsében visszahívta embereit.

## Az ütközet második napja, március 8-a

### Éjjel
Az éj leszállta után a hőmérséklet zuhanni kezdett, így a hidegtől mindként hadsereg rendkívül szenvedett. Curtis az éjszaka folyamán Davis 3. hadosztályát is a Ruddick-mezőre irányította. Megérkeztekor Carr hadosztályának bal oldalára kellett felcsatlakoznia. Sigel az 1. és 2. hadosztályt egész éjjel körbe-körbe mozgatta, de végül Pratt boltjánál ütöttek tábort. A sebesült Asbóth úgy érezte, hogy a szövetségi hadsereg helyzete reménytelen és az éjszaka folyamán többször is rá akarta venni Curtist a visszavonulásra. Noha hadserege immár el volt vágva Missouritól, Curtis nem volt hajlandó visszavonulni és magabiztosan győzelmet jövendölt másnapra.
McCulloch hadosztályának ezredeinek és tüzérségének jelentős részét Greer éjszaka a bentonville-i kitérőn Cross Timber Hollow érintésével visszavezette Van Dorn parancsnoksága alá. Van Dorn nem tudta viszont, hogy a hadtáptrént 7-én délután visszarendelték Camp Stephensbe. A távolodó szekereken felhalmozott konföderációs tüzérségi lőszer reggelre elérhetetlen távolságba került a hadseregtől.

### Második nap délelőtt
Kora reggel Sigel felderíteni küldte Osterhaust az Elkhorn fogadótól nyugatra eső nyílt prérire. Az ezredes felfedezett egy kiváló tüzérségi állásnak kinéző lankát és jelentette Sigelnek; javasolta továbbá, hogy az 1. és 2. hadosztály ne saját tegnap esti nyomait követve haladjon, hanem a Telegraph Road mentén keresse meg Davis állásnak baloldali végét és fejlődjön vonalba. Sigel egyetértett ezzel a javaslattal és szárnyát mozgásba lendítette. Eközben Davis elrendelte, hogy a hadosztály egyik illinois-i ütege lőjön pár sortüzet az állásai előtt levő erdőbe. Ez akcióba lendítette a konföderációs tüzérség három ütegét, melynek választüze meghátrálásra kényszerített két szövetségi üteget és Davis is visszavonta embereit a nyílt mezőről az erdő fái közé. A hátrálást konföderációs roham követte, melyet gyorsan visszavertek.
Sigel katonái hamarosan kiterjesztették a vonalat balra. Reggel 8 órára Asbóth hadosztálya alkotta a balszárnyat, tőle jobbra helyezkedtek el sorrendben Osterhaus, Davis és Carr hadosztályai és a szövetségi arcvonal nagyjából észak felé nézett. Az egész háború folyamán talán ez egyszer helyezkedett el egy teljes hadsereg láthatóan egy vonalban, egyik végétől a másikig áttekinthetően. Sigel 21 ágyút vont össze az Elkhorntól nyugatra eső lankán és személyes irányítása alatt igen hatásos tűzzel árasztották el az ellenük felvonult 12 konföderációs ágyút. Mikor azokat az őket érő csapások miatt visszavonták, Van Dorn másik két üteget vezényelt a helyükre. Ezek egyike nemsokára pánikba esve menekülni kezdett, ezért Van Dorn letartóztatta a parancsnokát. Ettől azonban még a konföderációs tüzérség nem volt képes Sigel pusztító tüzét megakadályozni. A konföderációs ágyúk tüze hatástalan maradt és csak kevés szövetségi veszteséget okoztak.
Az ellenséges tüzérség hatástalanítása után Sigel ütegeit a fák között megbújó konföderációs gyalogság ellen irányozta. A Big Mountain lábához közel a lövedékek srapnelszerű kő- és faszilánkokat hasítottak, melynek szórásában a 2. Missouri gyalogezred elhagyta állását. Shea szerint „ez a polgárháború során azon kevés alkalmak egyike volt, mikor az előkészítő bombázás hatásosan számolta fel az ellenséges állásokat, megnyitva az utat a gyalogság rohama előtt.” A bombázás során Sigel gyalogsága lassanként előrenyomult és délelőtt fél tíz tájékán jobbra fordulva észak-kelet felé néző arcvonalat vettek fel. Eddigre Van Dornnak jelentették, hogy az ágyúlőszeres szekerek hatórányi távolságban vannak és rá kellett jönnie, hogy nem lévén esélye a győzelemre, nem maradt más hátra számára, mint a huntsville-i úton való visszavonulás. Ez az út a fogadótól keletre vezetett és aztán délre fordult. Van Dorn elindította a némileg összekeveredő csapatokat a huntsville-i úton, a sebesült Price-ot hagyva az utóvéd irányítására.

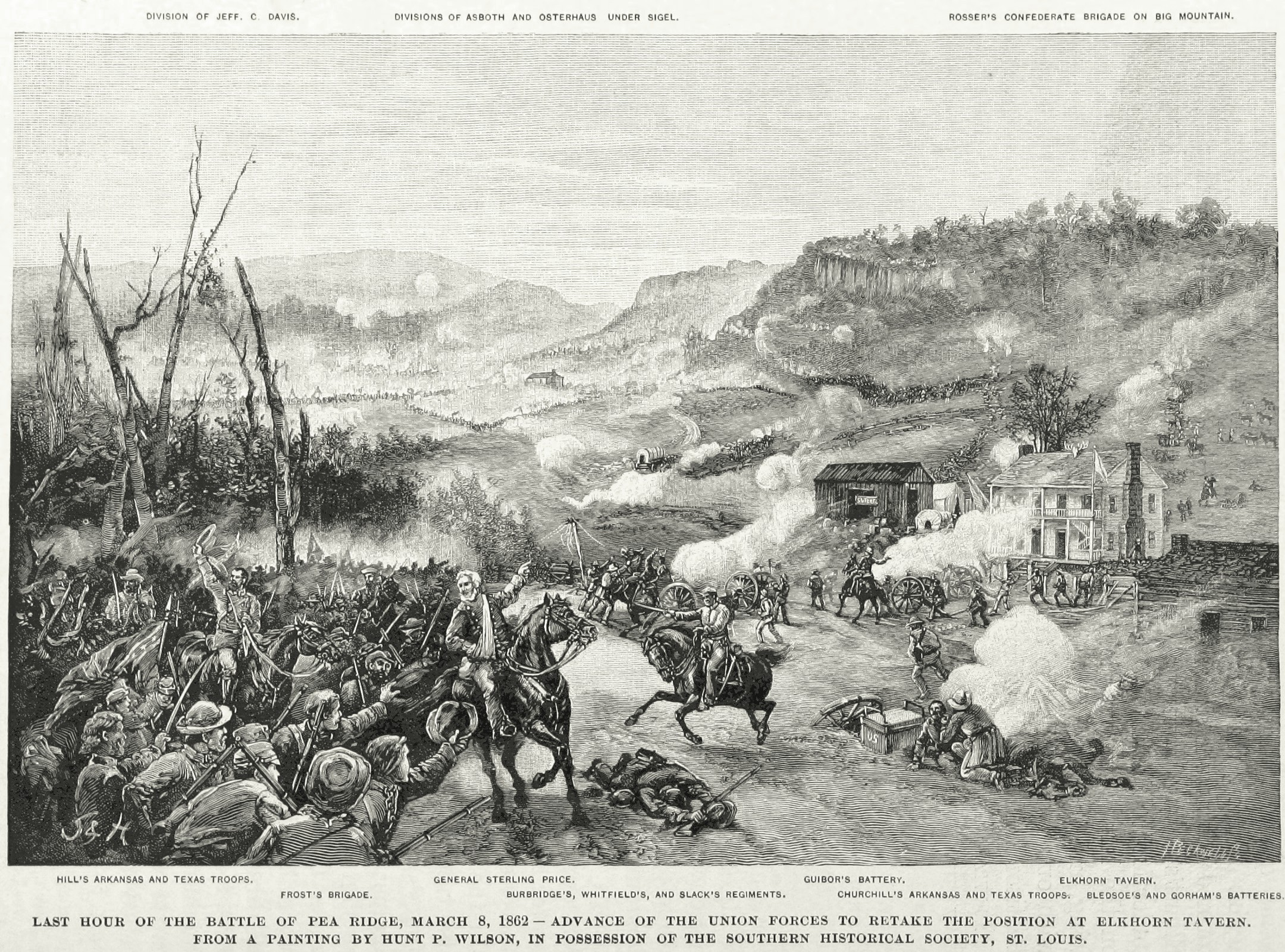
Az ütközet utolsó órája

Fél tizenegykor Sigel két hadosztályát támadásba vetette. A baloldal szélén Asbóth ezredei megfutamították a 2. Cseroki dragonyosezredet. Osterhaus támadását Little 1. Missouri dandárja visszaverte. Curtis hamarosan David hadosztályát is támadásba küldte a centrum ellen. Mivel Curtis nem ismerte fel, hogy az ellenséges hadsereg a jobbszárnya előtt átvonulva hagyja el a csatateret, Carr nagy vérveszteséget elszenvedő hadosztályát csak arra utasította, hogy tartsák állásaikat.
Van Dorn 11 órakor hagyta el a csatateret és csatlakozott a visszavonuláshoz. Nagyjából délben Sigel és Davis katonái találkozta egymással a fogadó környékén és diadalkiáltások röppentek az ég felé. A déli csapatok egy részét elvágták a hadsereg zömétől; ezek a Drót úton menekültek el Cross Timber Hollow felé, majd a bentonville-i kitérőn saját nyomaikat követve haladtak visszafelé. Több üteg északkelet felé átkelt Missouri állam területére és onnan fordult vissza délre, az Ozarks dombságon át. Curtis a kavarodásban nem látta át, hogy Van Dorn a Huntsville utat követi és azt hitte, hogy a Cross Timber Hollow felé távozott, így utasította Sigelt, hogy némi lovassággal vegye üldözőbe a visszavonulókat ebben az irányban. Sigel azonban ahelyett, hogy az erre kijelölt egységeket vezette volna északkeletre, megragadta az alkalmat, hogy kikerüljön Curtis parancsnoksága alól és mindkét gyaloghadosztályát elvitte Keetsville irányban. Keetsville közeléből Curtishez küldött egy üzenettel, hogy eressze a szekértrénjét utána. A dühödt Curtis törzsének azt a kijelentést tette, hogy „Előrefelé haladunk, nem hátra.”. Március 9-én Sigel visszatért a csatatérre és jelentette a nyilvánvalót, miszerint az ellenséges hadsereg zöme nem Missouri felé vonult vissza.

## Az ütközet következményei

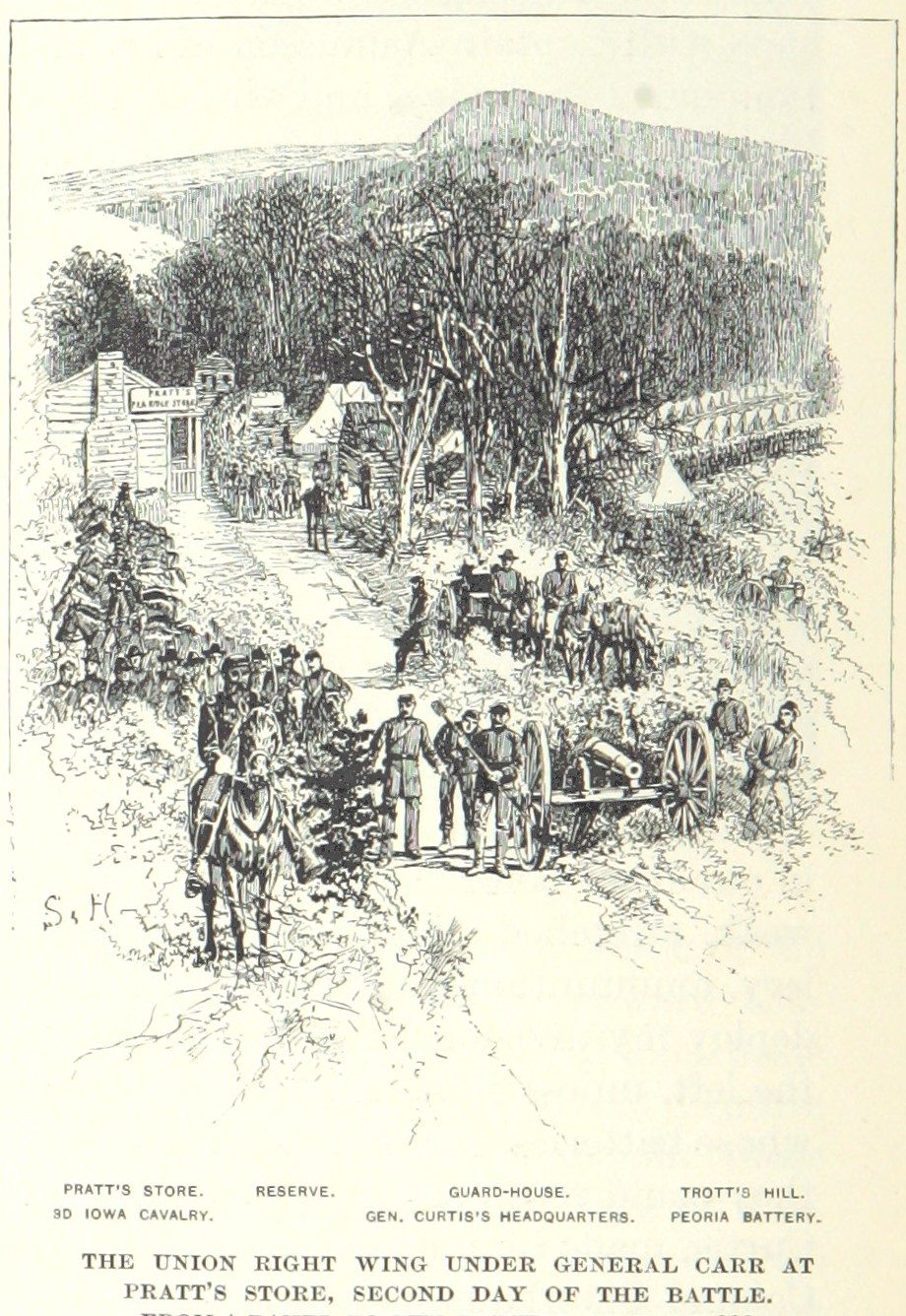
Curtis főhadiszállása a Pratt boltnál.

A szövetségi erők a jelentés szerint összesen 1384 főt veszteséget szenvedtek, ebből 203 fő halott, 980 sebesült és 201 eltűnt.  Carr 4. hadosztálya 682 főt vesztett, majdnem kizárólag mindet az ütközet első napján. Davis 3. hadosztályának vesztesége 344 fő volt. Asbóth és Carr mindketten megsebesültek, de tovább vezették csapataikat. Van Dorn jelentése szerint 800 fő halottat és sebesültet vesztett, és a foglyok számát 200-300-ra becsülte, de Shea szerint ezek valószínűleg túl alacsony számok. A becslések szerint a konföderációs összveszteség 2000 fő körül alakult a Pea Ridge-i ütközetben. A vezetők nagy része veszteséglistára került. McCulloch, McIntosh, és William Y. Slack tábornokok elestek, illetve halálos sebesülést szenvedtek és Price tábornok is megsebesült. Hébert ezredest elfogták, Benjamin Rives ezredes pedig halálos sebesülést szenvedett. További két ezredes szintén fogságba került, egy pedig megsebesült.
Van Dorn haderejének zöme a szekértréntől elszakadva egy héten keresztül nagyon gyéren lakott vidéken vonult vissza. A gyér lakosságtól alig valami ennivalót lehetett rekvirálni. A szekértrén a Boston Mountainstől délre várta őket, de mire odaértek Price ellátatlan katonáinak ezrei dezertáltak és tértek vissza Missouriba. Pike azt hitte, hogy a konföderációs hadsereget megsemmisítették és visszatért az Indián Területekre (a majdani Oklahoma államba). Van Dorn tagadta, hogy legyőzték volna, szerinte „mindössze szándékai hiúsultak meg”. A pea ridge-i vereség következtében a Konföderáció elvesztette a Missouri állam birtoklásáért vívott harcot és Arkansasba szorult vissza. Néhány héttel később Van Dorn hadseregét a Mississippi túloldalára hajózták, hogy a Tennessee hadsereg erejét növeljék vele. Ezzel Arkansas lényegében teljesen védtelen maradt, azonban a vasútvonalak hiánya miatt nagyobb létszámú hadseregek számára amúgy is szinte járhatatlan terepnek számított.
Curtis győzelme után tiltakozást küldött Van Dornnak címezve: „a tábornok sajnálattal értesült, hogy a civilizált hadi viselkedéssel szemben a csatatéren sok szövetségi elesettet tomahawkkal megskalpoltak ás holttestüket szégyenletesen megcsonkították és kifejezi reményét, hogy ez a fontos küzdelem nem degradálódik vademberi szintre.” Van Dorn válaszában egyetértett, hogy az ilyen viselkedés elfogadhatatlan, de sérelmezte, hogy fogságba esett katonáit a hírek szerint német származású szövetségi katonák meggyilkolták. Curtis a déliekhez hasonlóan a Mississippi túlpartjára küldte erejének egy részét, míg a maradékkal kelet felé indult, a missouri állambeli West Plainsbe. Innen Arkansas védtelen északkeleti vidékére hatolt. A terep és az utánpótlás hiánya azonban mindennél jobb védelemnek bizonyult. Curtis szándéka szerint az állam fővárosa, Little Rock ellen vonult volna, de ez lehetetlennek bizonyult a hadtápvonala elleni gerillatámadások miatt. Ehelyett a White River folyását követve július 12-én elfoglalta a Mississippi partján épült Helenát.

## Az utókor értékelése és állagmegóvás
Curtis a kétnapos harc során magabiztosan és optimista előretekintéssel irányította létszámhátrányban levő csapatait. Osterhaus, Davis és Carr megbízható hadosztályparancsnoknak bizonyult. Dodge, Vandever és Greusel pedig jól vezette dandárját. Sigel március 8-a reggelén tanusított eljárását általánosan dicsérik, több esetben azonban hibázott és mikor az egész ütközetet saját győzelmeként akarta betudni, összeveszett Curtisszel. Ennek hatására Sigelt hamarosan át kellett helyezni Virginiába.
Van Dorn elfelejtette a logisztika fontosságát és rosszul irányította hadseregét. McCulloch elestekor hadosztálya darabokra esett, s eközben Van Dorn Price hadának taktikai részleteivel foglalkozott. Stábja a kritikus pillanatban elvesztette a szekértrént szem elől és számos más hibát is vétett. Az összes déli kulcsember közül Henry Little bizonyult a legalkalmasabbnak, s a harc végére lényegében Price hadosztályának de facto parancsnokává vált.
Az ütközet színterén 1956-ban megalapították a Pea Ridge Nemzeti Katonai Parkot, mely egyike a legjobb állapotban megőrzött csatatereknek. A legsúlyosabb harcokat látó Elkhorn fogadó felújított épülete az eredeti helyén áll. Szintén a park részét képezi kb. 4 kilométernyi szakasz az 1830-as években végrehajtott indiándeportálások során a bennszülött lakosság által kitaposott Könnyek útjából.

## Fordítás
- Ez a szócikk részben vagy egészben  a   Battle of Pea Ridge című angol Wikipédia-szócikk ezen változatának fordításán alapul.  Az eredeti cikk szerkesztőit annak laptörténete sorolja fel. Ez a jelzés csupán a megfogalmazás eredetét és a szerzői jogokat jelzi, nem szolgál a cikkben szereplő információk forrásmegjelöléseként.